# Lipowka (obwód wołgogradzki)
Lipowka (ros. Липовка) – wieś w Rosji, w obwodzie wołgogradzkim, w rejonie olchowskim. W 2010 liczyła 1063 mieszkańców.